# Takao Yone
Takao Yone (jap. 米隆夫, Yone Takao; * 22. Januar 1983) ist ein japanischer Badmintonspieler. 

## Karriere
Takao Yone gewann 2007 bei den japanischen Badminton-Erwachsenenmeisterschaften die Herrendoppelkonkurrenz gemeinsam mit Noriyasu Hirata. Bei den All-japanischen Meisterschaften wurde er 2003 und 2006 Dritter im Doppel. Bei den Malaysia International 2008 wurde er ebenfalls Dritter.